# 珍妮·约翰森
珍妮·约翰森（瑞典語：Jennie Johansson，1988年6月15日—）是一位瑞典女子游泳运动员，曾参加过2012年伦敦奥运会。在喀山举办的2015年世界游泳锦标赛上，她获得50米蛙泳比赛金牌以及4×100米混合泳接力赛银牌。